# Dyrøyhamn
Dyrøyhamn est une localité du comté de Troms, en Norvège.

## Géographie
Administrativement, Dyrøyhamn fait partie de la kommune de Dyrøy.